# NGC 5773
NGC 5773 је спирална галаксија у сазвежђу Волар која се налази на NGC листи објеката дубоког неба.
Деклинација објекта је + 29° 48' 29" а ректасцензија 14h 52m 30,3s. Привидна величина (магнитуда) објекта NGC 5773 износи 13,5 а фотографска магнитуда 14,4. NGC 5773 је још познат и под ознакама UGC 9571, MCG 5-35-22, CGCG 164-38, NPM1G +30.0361, PGC 53124.